# Konurbacja górnośląska

Mapa obszarów zabudowanych konurbacji górnośląskiej i jej otoczenia, w lewym dolnym rogu widoczna jest także część obszaru aglomeracji rybnicko-jastrzębskiej.

Konurbacja górnośląska (katowicka, śląska, śląsko-dąbrowska) – konurbacja we wschodniej części Śląska oraz w zachodniej Małopolsce, obecnie w województwie śląskim, położona w większości na Wyżynie Śląskiej. W skład konurbacji wchodzą historyczne tereny Górnego Śląska, Zagłębia Krakowskiego i Zagłębia Dąbrowskiego.
W zależności od koncepcji i przyjętych kryteriów delimitacji liczba ludności zamieszkującej konurbację wynosi od 2,2 mln do 3,5 mln osób.

## Nazwa
W opracowaniach różnych organizacji stosowane są różne nazwy obszaru. Uwzględniając w składzie konurbacji część Zagłębia Dąbrowskiego, można spotkać określenia: konurbacja śląsko-dąbrowska (które było używane przez Górnośląski Związek Metropolitalny), konurbacja śląsko-zagłębiowska, region śląsko-dąbrowski.

## Koncepcje konurbacji

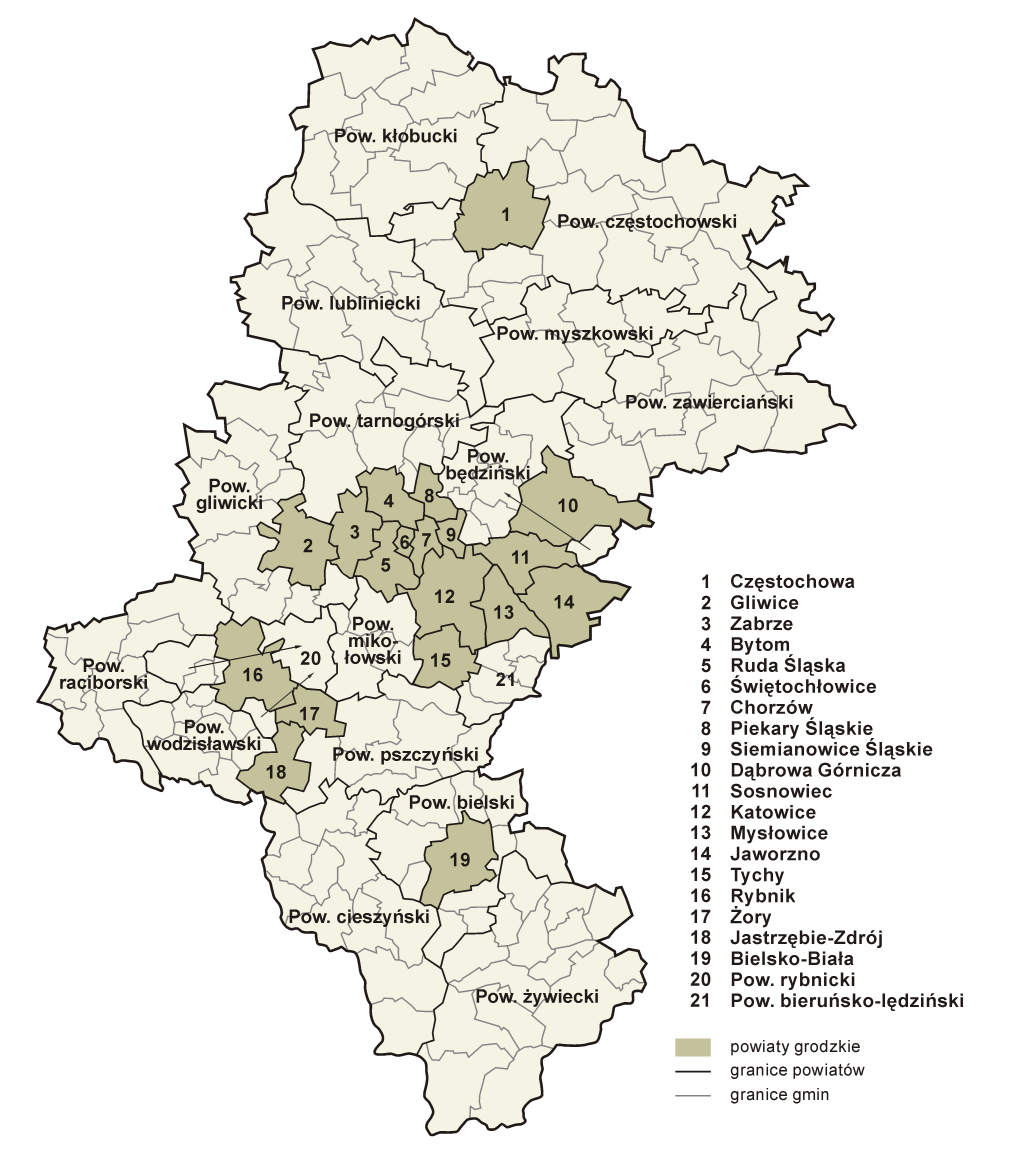
Mapa administracyjna woj. śląskiego

### Konurbacja górnośląska według GUS

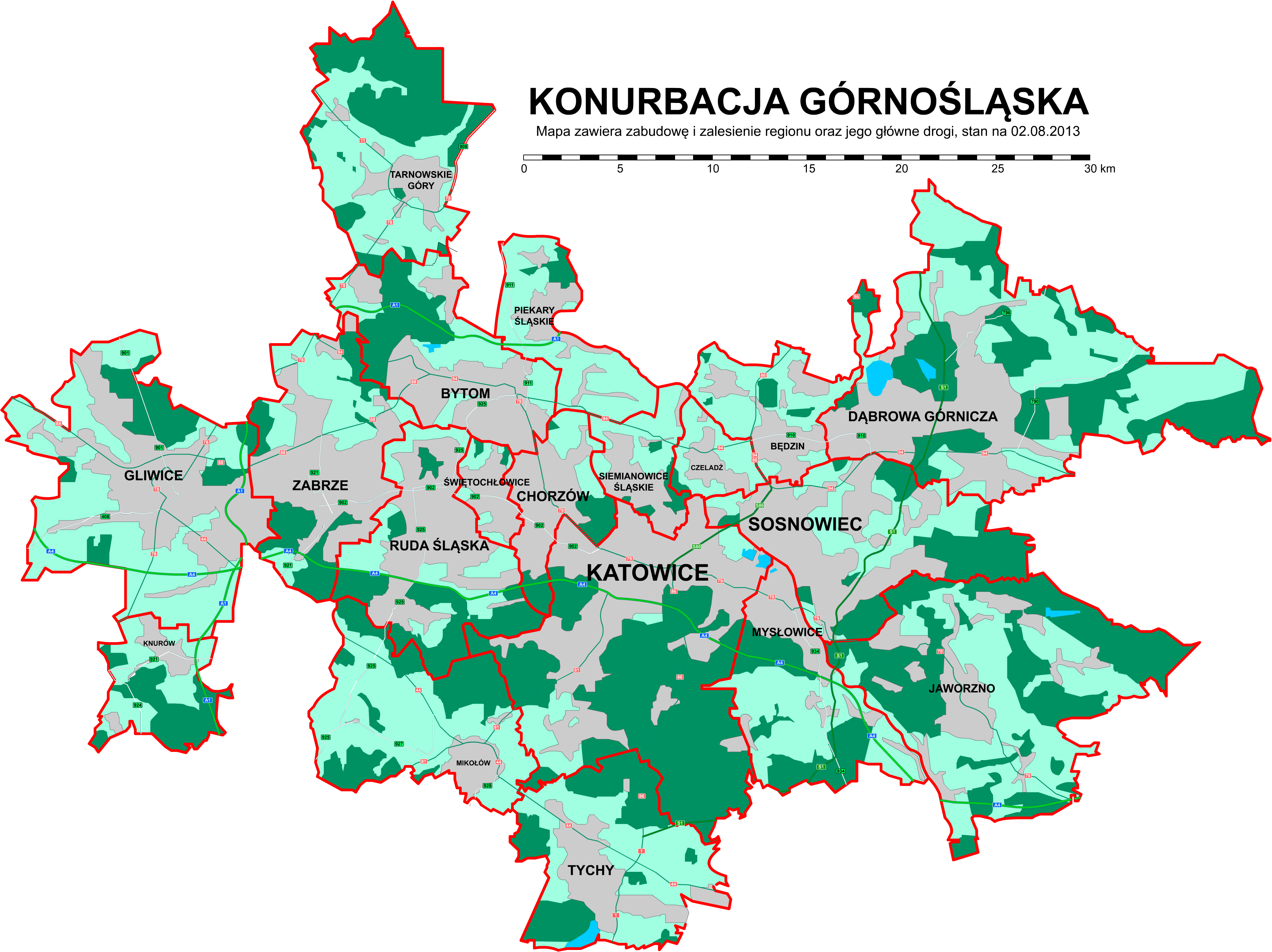
Koncepcja konurbacji według GUS

W 2006 Urząd Statystyczny w Katowicach w publikacji elektronicznej porównał konurbację górnośląską z większymi miastami Polski, przedstawiając ją jako zespół 19 graniczących z sobą miast województwa śląskiego: Gliwice, Zabrze, Katowice, Bytom, Świętochłowice, Siemianowice Śląskie, Sosnowiec, Dąbrowa Górnicza, Jaworzno, Czeladź, Mysłowice, Będzin, Tychy, Ruda Śląska, Piekary Śląskie, Chorzów, Mikołów, Tarnowskie Góry, Knurów.
| Miasta               | Ludność tysiące | Powierzchnia km² |
| -------------------- | --------------- | ---------------- |
| Katowice             | 293,6           | 164,64           |
| Sosnowiec            | 201,1           | 91,06            |
| Gliwice              | 179,2           | 133,88           |
| Zabrze               | 172,8           | 80,40            |
| Bytom                | 166,0           | 69,44            |
| Ruda Śląska          | 137,6           | 77,73            |
| Tychy                | 127,7           | 81,81            |
| Dąbrowa Górnicza     | 119,8           | 188,73           |
| Chorzów              | 108,0           | 33,50            |
| Jaworzno             | 91,3            | 152,59           |
| Mysłowice            | 74,5            | 65,62            |
| Siemianowice Śląskie | 67,0            | 25,50            |
| Tarnowskie Góry      | 61,4            | 83,72            |
| Piekary Śląskie      | 55,1            | 39,98            |
| Będzin               | 56,6            | 37,37            |
| Świętochłowice       | 49,8            | 13,31            |
| Knurów               | 38,3            | 33,95            |
| Mikołów              | 40,9            | 79,21            |
| Czeladź              | 31,5            | 16,38            |
| Razem                | 2072,20         | 1468,82          |

### Konurbacja górnośląska według ESPON
Według programu ESPON jednostkę morfologiczną (MUA, ang. Morphological Urban Area) Katowic tj. obszar konurbacji górnośląskiej w 2002 r. zamieszkiwało 2279 tys. osób.
Do jednostki morfologicznej zaliczono takie miasta jak: Katowice (338), Sosnowiec (240), Gliwice (208), Bytom (200), Zabrze (196), Ruda Śląska (153), Tychy (130), Dąbrowa Górnicza (130), Chorzów (120) i 9 miast (gmin miejskich) poniżej 100 tys. mieszkańców.

### Konurbacja górnośląska według samorządu województwa śląskiego
W 2004 samorząd województwa przyjął Plan Zagospodarowania Przestrzennego Woj. Śląskiego, który przedstawia, że konurbację górnośląską tworzy 14 dużych miast na prawach powiatów: Bytom, Chorzów, Dąbrowa Górnicza, Jaworzno, Gliwice, Katowice, Mysłowice, Piekary Śląskie, Ruda Śląska, Siemianowice Śląskie, Sosnowiec, Świętochłowice, Tychy, Zabrze. Publikacja podaje, że konurbacja liczyła ponad 2 mln mieszkańców.
Na jednej z map publikacji 14 miast na prawach powiatu określono jako ośrodki centralne konurbacji, gdzie rozwijają się funkcje metropolitalne. Ponadto do miast obszarów śródmiejskich konurbacji zaliczono 10 miast: Będzin, Czeladź, Knurów, Łaziska Górne, Mikołów, Pyskowice, Radzionków, Sławków, Tarnowskie Góry, Wojkowice.
Do miast obszaru zurbanizowanego w otoczeniu strefy śródmiejskiej zaliczono 5 miast: Bieruń, Czerwionka-Leszczyny, Imielin, Lędziny, Orzesze.

### Konurbacja górnośląska według J. Paryska
W 2008 Jerzy Jan Parysek określił zasięg konurbacji aż po linię: Tarnowskie Góry – Miasteczko Śląskie – Siewierz – Zawiercie – Olkusz – Trzebinia – Chrzanów – Zator – Andrychów – Bielsko-Biała – Jastrzębie-Zdrój – Wodzisław Śląski – Racibórz – Kędzierzyn-Koźle – Pyskowice – Tarnowskie Góry. Przedstawił, że obszar ten zamieszkiwało ponad 3,5 mln osób.

### Inne koncepcje konurbacji
Wiele publikacji podaje liczbę mieszkańców konurbacji, nie przedstawiając zarazem jego zakresu obszarowego:
- według ONZ w 2003 r. – 3,0 mln mieszkańców[23],
- według Demographia (Wendell Cox Consultancy) w 2019 r. – 2,155 mln mieszkańców[24].

## Historia

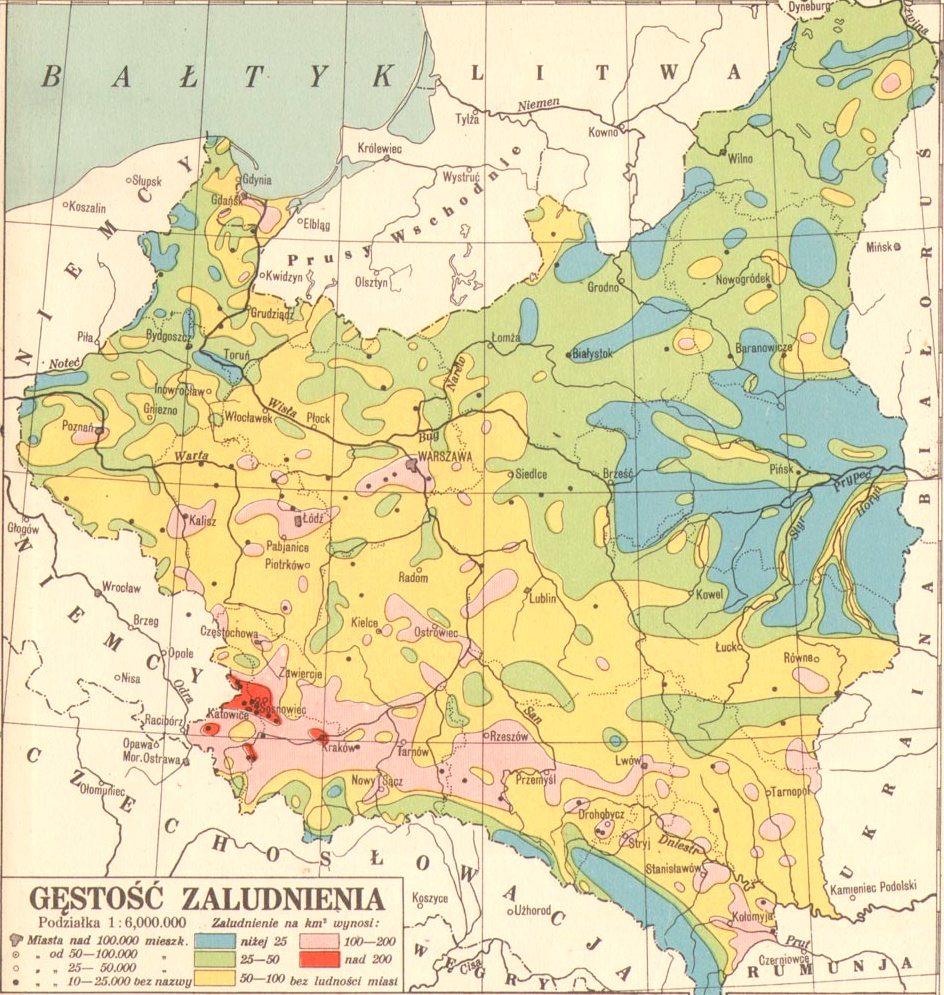
Polska, gęstość zaludnienia (1930)

Czynnikami, które spowodowały powstanie konurbacji, był w pierwszym rzędzie rozwój hutnictwa i górnictwa, głównie węgla kamiennego. Pierwsze dymarki pojawiły się tu w I wieku n.e. w okolicach Tarnowskich Gór, lecz wytop żelaza na skalę przemysłową rozpoczęto w drugiej połowie XVIII wieku. Eksploatację węgla kamiennego podjęto równolegle – pierwszą kopalnię głębinową uruchomiono w 1751 w Rudzie, do końca stulecia uruchomiono ich 17. W 1796 staraniem Fryderyka von Redena uruchomiono Królewską Odlewnię Żelaza w Gliwicach – pierwszą w Europie hutę opalaną koksem. Sukces tego przedsięwzięcia spowodował lawinowe powstawanie kolejnych kopalń i hut. W połowie XIX wieku czynnych było 20 pieców opalanych koksem oraz 60 wykorzystujących starszą technologię, opalanych węglem drzewnym. Upadek górnośląskiego hutnictwa nastąpił po I wojnie światowej. W okresie 20-lecia międzywojennego oddano do użytku tylko jeden wielki piec, w Królewskiej Hucie.
Kopalnie i huty potrzebowały robotników, nastąpił zatem proces powstawania kolonii i osiedli robotniczych. W 1862 władze pruskie wprowadziły zakaz wznoszenia drewnianych budynków, co wpłynęło na całkowitą zmianę charakteru wielu miejscowości, niegdyś będących niewielkimi wsiami o drewnianej zabudowie. Miejsce drewnianych chat zajęły familoki. Innym czynnikiem miastotwórczym była kolej. Zwłaszcza Kolej Warszawsko-Wiedeńska, której w znacznej mierze zawdzięcza swój rozwój Sosnowiec. Proces urbanizacji był tak szybki, że w niektórych ośrodkach nie doszło do wykształcenia się miejskiego centrum. Przykładem może być Ruda Śląska, będąca organizmem złożonym z 3 byłych miast (Ruda, Nowy Bytom i Wirek) oraz dzielnic dawniej będących wsiami o rolniczym charakterze i drewnianej zabudowie.
Na terenie Zagłębia Dąbrowskiego początkowo wydobywano węgiel metodą odkrywkową (Strzyżowice od 1724, Dąbrowa Górnicza od 1785). W okresie przynależności ziem do Prus (1795-1806) przekształcono je w kopalnie rządowe, w 1815 przeszły na własność skarbu Królestwa Polskiego. Głównymi animatorami rozwoju przemysłu na terenie Zagłębia byli Stanisław Staszic oraz minister skarbu Królestwa Polskiego, książę Ksawery Drucki Lubecki, który w celu finansowania inwestycji przemysłowych utworzył Bank Polski. W Zagłębiu duże znaczenie dla rozwoju przemysłu w XIX wieku miało wydobycie i hutnictwo cynku. Pierwszą hutę cynku uruchomiono w Dąbrowie w 1816, następną we wsi Niemce (ob. Ostrowy Górnicze) w 1822. Zagłębie Dąbrowskie zaopatrywało w węgiel kamienny, stal i cynk całe Królestwo Polskie. Przywiązanie robotników do miejscowych kopalń i hut zapewniały przywileje, dostępne dla członków Korpusu Górniczego. Obejmowały one m.in. zwolnienie ze służby wojskowej i podatków, opiekę lekarską, zaopatrzenie emerytalne czy pożyczkę na budowę domu. Podobnie jak na sąsiednim Górnym Śląsku wystąpił proces żywiołowej urbanizacji, wzmocniony dodatkowo doprowadzeniem linii kolejowych.

## Współpraca samorządów konurbacji
W latach 1994–2010 działał Związek Harmonijnego Rozwoju Miast Aglomeracji Katowickiej z siedzibą w Katowicach, który zrzeszał 14 miast obecnego woj. śląskiego. Związek miał zadanie realizacji programu harmonijnego rozwoju i współpracy (ang. Sustainable Cities), promocji, budowy bazy informacyjnej i kształcenie kadry samorządowej.
W latach 2007–2017 działał Górnośląski Związek Metropolitalny zrzeszający 12 miast (do roku 2012 – 14 miast) na prawach powiatu, leżących na obszarze konurbacji. Jego celem była koordynacja działań na terenie miast-uczestników związku. Na przełomie 2017 i 2018 r. zastąpiła go Górnośląsko-Zagłębiowska Metropolia, która objęła szerszy obszar Górnośląskiego Obszaru Metropolitalnego. Górnośląsko-Zagłębiowska Metropolia nie obejmuje Jaworzna, które choć jest częścią konurbacji, samo zrezygnowało z wejścia w skład Metropolii.
Od 2001 r. funkcjonuje stowarzyszenie Śląski Związek Gmin i Powiatów, który prowadzi działalność na rzecz rozwoju województwa śląskiego, a przede wszystkim społeczności lokalnych i samorządów terytorialnych. Zrzesza 11 powiatów i 114 gmin (w tym wszystkie 19 miast na prawach powiatu)